# Ангел Симеонов (поет)
Ангел Борисов Симеонов е български бизнесмен, поет и колекционер.

## Биография
Роден е на 5 февруари 1961 г. в София. Учи в едни от най-добрите столични училища. Завършва 76-о основно училище. Висше образование получава в Висшия институт за физическо възпитание и спорт (ВИФ) – „Спортна журналистика“ (1982 – 1985) и във Висшия икономически институт „Карл Маркс“, специалност „Икономика и управление на промишлеността“ (1987 – 1991).
До 1989 г. последователно заема отговорни постове в структурите на Комсомола и е един от най-младите стопански ръководители в столицата (заместник-директор на промишлено предприятие). След 1990 г. развива успешен бизнес в различни икономически сфери.
Член е на Съюза на българските писатели. Носител е на награда за принос към българската литература за 2017 г. на СБП.
Съучредител и член е на Съюза на колекционерите в България. Притежава една от най-големите колекции на българско изобразително изкуство в страната. Представял е своята колекция в множество изложби, включително в Националната художествена галерия, в Министерството на културата и други.
Във фоайето на неговия хотел „Анел“ в София могат да бъдат видяни творби на Генко Генков, Димитър Казаков – Нерон, Иван Вукадинов. Той е сред първите колекционери, обърнали по-сериозно внимание на творчеството на Атанас Яранов. В началото на 2010 г. Министерствто на културата отбелязва 70 години от рождението на Яранов с изложба, съставена изцяло от колекцията на Ангел Симеонов.

## Поетично творчество
Стихове пише и публикува още като ученик. През 2014 г. издава първата си стихосбирка „20 дни от февруари“. През следващите години са издадени още 15 негови поетични книги.
По негови текстове песни имат Орлин Горанов, дует „Ритон“, Йорданка Христова, Панайот Панайотов, Маргарита Хранова, Силвия Кацарова и Васил Петров.
Стихосбирката „Любов като насън“ събира редица коментари, някои от които на Боян Ангелов, председател на Съюза на българските писатели, проф. Валери Стефанов, проф. Андрей Пантев, Димитър Томов, Гиньо Ганев, акад. Стефан Воденичаров.
Боян Ангелов пише: „Поетът гради пласт по пласт своите спомени и надгражда емоционални реалности, свързани с най-близките нему хора. Някои вече са си отишли от този свят, но неизменно населяват пределите на сънищата му или се явяват незрими и бездиханни, за да насочат волята в правилната посока. Този диалог между поета и невидимата реалност е разбираем само за онези, които могат да уловят неуловимото“.
„Дано – надявам се – песните на твореца Ангел Симеонов да се възраждат и да се връщат в паметта ни със своя тайнствен чар“, пише акад. Антон Дончев.

### Стихосбирки
- 20 дни от февруари. София. Тангра. 2014. ISBN 978-954-378-114-0
- Чаша живот. Акад. издателство „Проф. Марин Дринов“. София. 2014. ISBN 978-954-91109-9-9
- Любов като насън. Български писател. София. 2016. ISBN 798-619-204-071-0[6]
- Душата ми. Български писател. София. 2018[7]